# Сухановка (Тульская область)
Сухановка — деревня в Узловском районе Тульской области России.
В рамках административно-территориального устройства относится к Фёдоровской сельской администрации Узловского района, в рамках организации местного самоуправления входит в сельское поселение Шахтёрское.

## География
Расположена на реке Шиворонь, в 10 км к юго-западу от железнодорожной станции Узловая I (города Узловая).
На юго-востоке примыкает к деревне Фёдоровка.

## Население
| 2002 | 2010 |
| ---- | ---- |
| 134  | ↘105 |

Население — 105 чел. (2010). 